# Askkopp

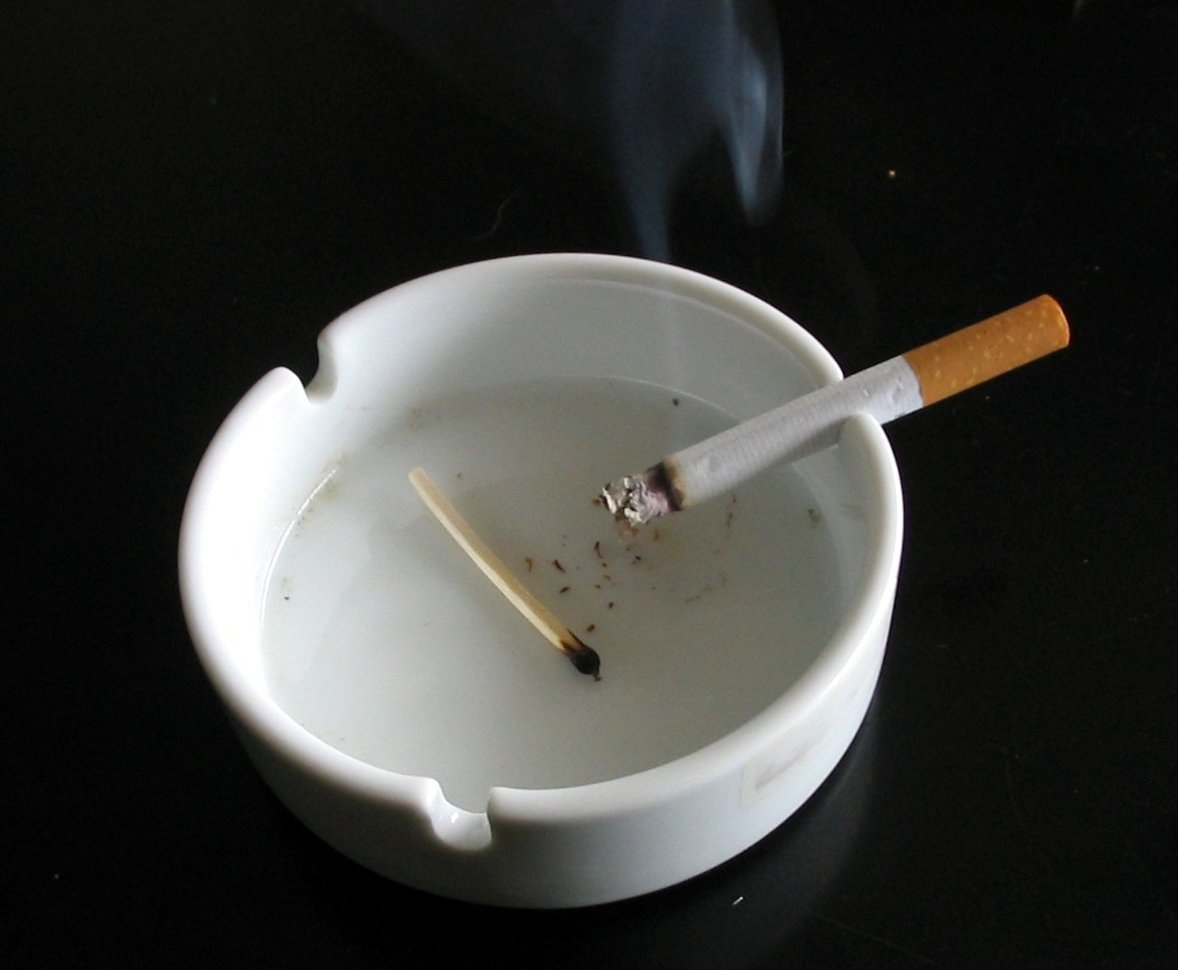
Askkopp med cigarett och tändsticka

Askkopp eller askfat är en behållare eller fat speciellt utformat för att samla aska och fimpar från cigaretter och cigarrer. De är vanligen tillverkade i ett brandsäkert material som glas, keramik, metall eller värmeresistent plast.
Askkoppen har ofta formen av en låg cylinder med en platt bas som ligger på ett bord. På offentliga platser hänger askkoppar oftast på väggar och är större än de askkoppar som står på bord.

## Fickaskkopp
Det finns även portabla små askkoppar, så kallade fickaskkoppar, som rökare kan bära med sig i fickan eller väskan.
I många länder och städer där det är förbjudet att kasta fimpar på marken använder rökare ofta olika typer av fickaskkoppar, likaså i områden där det är stor risk för brand om fimpar kastas på marken.
Tidigare delade tobaksbolagen ut fickaskkoppar till sina kunder men utdelningen är inte längre tillåten i Sverige på grund av marknadsföringslagen.

## Bildgalleri

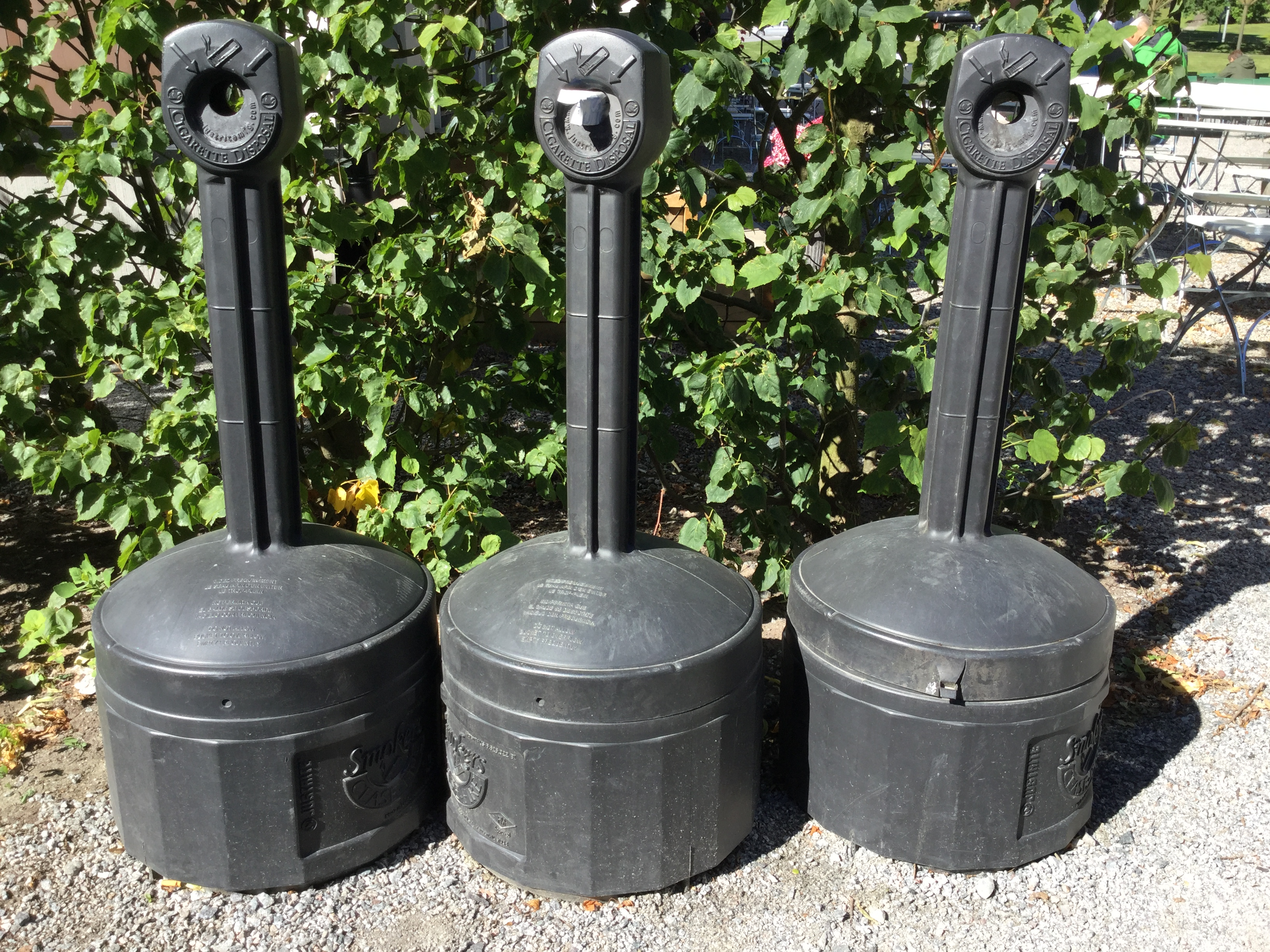
Askkoppar utanför Drottningsholms slottcafé
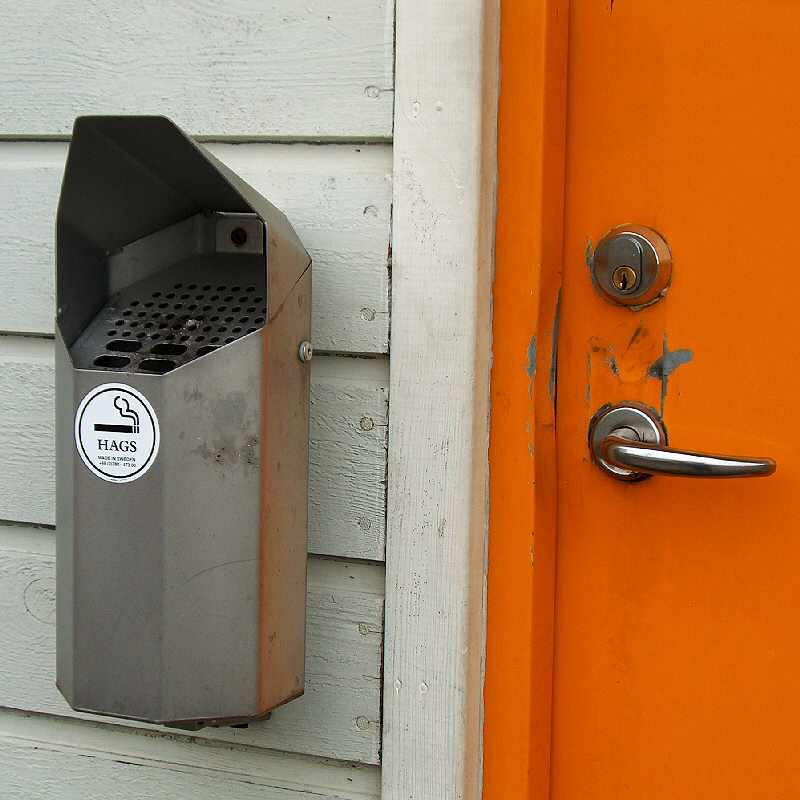
Askkopp för utomhusbruk